# Тозилхлорид
пара-Толуолсульфонилхлорид (тозилхлорид, TsCl) — органическое соединение, хлорангидрид пара-толуолсульфокислоты, реагент для образования производных данной сульфокислоты при реакциях с соединениями различных классов.

## Очистка
При длительном хранении соединение разлагается водой до пара-толуолсульфокислоты и хлороводорода. Очистить его можно путём растворения в минимальном количестве хлороформа с последующим фильтрованием и разбавлением 5-кратным объёмом легкокипящего петролейного эфира для осаждения примесей. Полученный раствор фильтруют, обесцвечивают активированным углём и упаривают, получая чистый продукт в виде белых кристаллов.
Также тозилхлорид можно очистить перекристаллизацией из петролейного эфира, бензола или смеси толуола с петролейным эфиром. Раствор тозилхлорида в диэтиловом эфире можно промыть 10 %-ным раствором NaOH, высушить и выкристаллизовать вещество при охлаждении на льду.

## Использование
Обычным применением тозилхлорида является его реакция со спиртами, приводящая к образованию эфиров пара-толуолсульфокислоты (тозилирование). В качестве основания в этой реакции используют пиридин, а оптимальное соотношение спирта, тозилхлорида и пиридина составляет 1:1,5:2. С хорошим выходом тозилирование можно провести и в гетерофазной системе при участии хлорида бензилтриэтиламмония в качестве катализатора межфазного переноса.
Реакция тозилирования протекает селективно с участием первичных гидроксильных групп в присутствии вторичных. Также существуют примеры селективного тозилирования аминогрупп в присутствии гидроксильных групп и наоборот. Стереохимия хирального атома углерода при гидроксильной группе в ходе тозилирования не затрагивается.
Иногда тозилхлорид выступает как хлорирующий реагент. В частности его комбинация с 4-диметиламинопиридином превращает аллильные, пропаргильные и гликозидные спирты в соответствующие хлориды, в то время как для вторичных алифатических гидроксильных групп реакция останавливается на стадии тозилатов.
Смешивание карбоновой кислоты с тозилхлоридом в пиридине позволяет эффективно получить симметричный ангидрид карбоновой кислоты. Если делать это в присутствии спирта, с высоким выходом получается сложный эфир. Особенно этот метод важен для третичных спиртов. Во время данной реакции кислота постоянно превращается в ангидрид в присутствии спирта, что позволяет использовать её в реакции максимально полно.

## Безопасность
Тозилхлорид чувствителен к влаге и обладает лакриматорным действием.